# Râul Hodoș, Bega
Râul Hodoș este un afluent al râului Chizdia. 

## Hărți
- Harta județului Timiș